# Airport City Göteborg
 Airport City Göteborg  er en lufthavnsby ved Göteborg-Landvetter Airport.
Erhvervsområdet ligger ved motorvej Riksväg 40, Riksväg 27 der går mod Göteborg og Jönköping og Flygplatsvägen der går til Göteborg-Landvetter Airport.
Den ligger syd for Härryda og øst for Göteborg.
I lufthavnsbyen i Logistics Park 1 ligger der en række virksomheder bl.a. DB Schenker, Postnord, Vätterleden Logistik AB, RAJA (Rajapack AB) Dawa däck Ab, Interwheel Sweden AB, OKQ8 og McDonalds.
Planen er at den i fremtiden skal udvides med en Logistics Park 2 samt en Business parks, hotel, conference centre og supermarked.